# VINCI-Stiftung
Die VINCI-Stiftung für gesellschaftliche Verantwortung ist eine rechtsfähige Stiftung des bürgerliches Rechts und hat ihren Sitz in Mannheim. Sie wurde 2010 von dem international tätigen französischen Bauunternehmen Vinci S.A. in Deutschland gegründet. Sie ist Teil eines Netzwerkes von Stiftungen der Firma VINCI in derzeit 12 europäischen und außereuropäischen Ländern.

## Ziele
Die VINCI-Stiftung unterstützt insbesondere auf Dauer angelegte Projekte zur Eingliederung sozial ausgegrenzter Menschen in das Erwerbsleben. Sie will damit vor allem die Solidarität in der Gesellschaft stärken. Es gibt regional unabhängige Projekte und die Ausschreibung „Solidarische Stadt“. Hierbei geht es um Hilfestellung für gesellschaftliche Strukturen innerhalb benachteiligter Stadtviertel. Bei der Durchführung aller Projekte sind auch Mitarbeiter des Konzerns als Projektpaten beteiligt.

## Organisation
Die VINCI-Stiftung hat drei Entscheidungsebenen:
- Der Stiftungsrat verwaltet das Stiftungsvermögen, entscheidet über die Verwendung der Stiftungsmittel und stellt den Haushaltsplan auf.
- Der Stiftungsbeirat gibt Empfehlungen zur Mittelverwendung an den Stiftungsrat.
- Die Geschäftsführerin ist für das Tagesgeschäft verantwortlich.

## Bisherige Projekte (Auswahl)
- „Solidarische Stadt Duisburg“ (9 Einzelprojekte)[4]
- „Solidarische Stadt Mannheim“ (10 Einzelprojekte)[5]
- „MovEurope!“ Informationszentrum für legale Migrationswege zur sozialen und Arbeitsmarktintegration von Geflüchteten in Witten[6]
- „Abenteuer Zukunft“ der „Wunschwerkstatt Berlin“
- „Wachstum digital – Vernetzung und Austausch im virtuellen Raum“ der Teach First Deutschland gemeinnützige GmbH, Berlin

## Förderung
Es werden keine Einzelpersonen, sondern nur eingetragene Vereine oder juristische Personen unterstützt, die gemeinnützig tätig sind. Die durchschnittliche Höhe der finanziellen Unterstützung für Projekte liegt in der Regel zwischen 5.000 und 20.000 Euro. Der Träger des zu unterstützenden Projektes muss ein in Deutschland eingetragener Verein sein. Auch soll das Projekt in Deutschland durchgeführt werden. Projektziele sollten auf Dauer angelegt sein und Bestand haben. Seit ihrer Gründung bis 2020 hat die Stiftung 181 Projekte mit etwa 2,5 Millionen Euro gefördert.